# Andreï Toutychkine
Andreï Petrovitch Toutychkine (en russe : Андре́й Петро́вич Туты́шкин), né le 24 janvier 1910 à Chișinău et mort le 30 octobre 1971, à Moscou, est un acteur soviétique.

## Biographie
Fils du psychiatre Piotr Toutychkine, Andreï Toutychkine nait à Chișinău dans le gouvernement de Bessarabie alors sous Empire russe. Il sort diplômé du studio de l'Théâtre Vakhtangov en 1930. Il travaille dans différents théâtres et entame une carrière cinématographique à partir de 1935. Il est surtout connu pour son rôle dans le film Volga Volga de Grigori Alexandrov sorti en 1938. En 1939, il reçoit un ordre de l'Insigne d'honneur.
La première de Mascarade d'après Lermontov, mise en scène par Andreï Toutychkine au Théâtre Vakhtangov, eut lieu à la veille de la guerre, le 21 juin 1941. Une bombe tomba sur le théâtre pendant la première attaque de Moscou. Des acteurs furent blessés et le théâtre fut fortement endommagé. La troupe fut évacuée à Omsk où Toutychkine remonte son Mascarade. En 1943, il dirige la troupe d'acteurs de Vakhtangov qui se produit devant les soldats de l'Armée rouge. En 1945-1947, il devient directeur artistique de la comédie musicale de Léningrad. En 1946, on lui décerne le titre honorifique d'artiste du peuple de la RSFSR.
En 1954, il commence une carrière de réalisateur, avec une préférence pour la comédie musicale. Ainsi, avec Nikolaï Dostal, il réalise On s'est déjà rencontré quelque part (1954) mettant en vedette le célèbre Arkadi Raïkine, La Folle Journée (1956) adapté de la pièce La Journée de repos de Valentin Kataïev ou encore Le Mariage à Malinovka (1967), d'une opérette de Boris Aleksandrov.
Dans les années 1960, il vit et travaille à Léningrad et dirige le théâtre du Komsomol. Il travaille également comme réalisateur au studios Lenfilm.
Mort le 30 octobre 1971 à Moscou, l'artiste est enterré au cimetière Golovinskoïe près de la tombe de son père.

## Filmographie partielle
acteur
- 1936 : Ballon et Cœur (Мяч и сердце) de Konstantin Youdine : facteur.
- 1938 : Volga Volga (Волга-Волга) de Grigori Alexandrov : Aliocha.
- 1941 : Les Cœurs des quatre (Сердца четырёх) de Konstantin Youdine : Pr Arkadi Erchov.
- 1956 : La Nuit de carnaval (Карнавальная ночь) d'Eldar Riazanov : Fedor Mironov.
- 1967 : Anna Karénine (Анна Каренина) de Alexandre Zarkhi : avocat.

réalisateur
- 1954 : Nous nous sommes rencontrés quelque part (ru)[2] (Мы с вами где-то встречались).
- 1956 : La Folle Journée (ru) (Безумный день).
- 1957 : Vers la mer Noire (ru)[3] (К Чёрному морю).
- 1961 : Vent libre (Вольный ветер), avec Leonid Trauberg.
- 1962 : Kak rojdaïoutsia tosty (ru) (Как рождаются тосты).
- 1962 : Kryssa na podnosse (ru) (Крыса на подносе) – court métrage.
- 1967 : Mariage à Malinovka (Свадьба в Малиновке).
- 1971 : Chelmenko-denchtchik (ru) (Шельменко-денщик).